# シータ (ゲーム)
『シータ』 (theta)は、任天堂から2007年9月6日に発売されたニンテンドーDS用ゲームソフト。

## 概要
回転するギア（二つ穴のギアがギリシャ文字のΘに似ている）とアトムという玉の色を合わせる回転パズルと、水槽を浄化するアクアパズルが収録されている。
アクアパズルをクリアすると水槽で熱帯魚を観賞するモードが現れる。

## 体験版
2007年8月30日にDSステーションのDSダウンロードサービスとTouch! Try! DSにて提供された。